# M/S Aurella

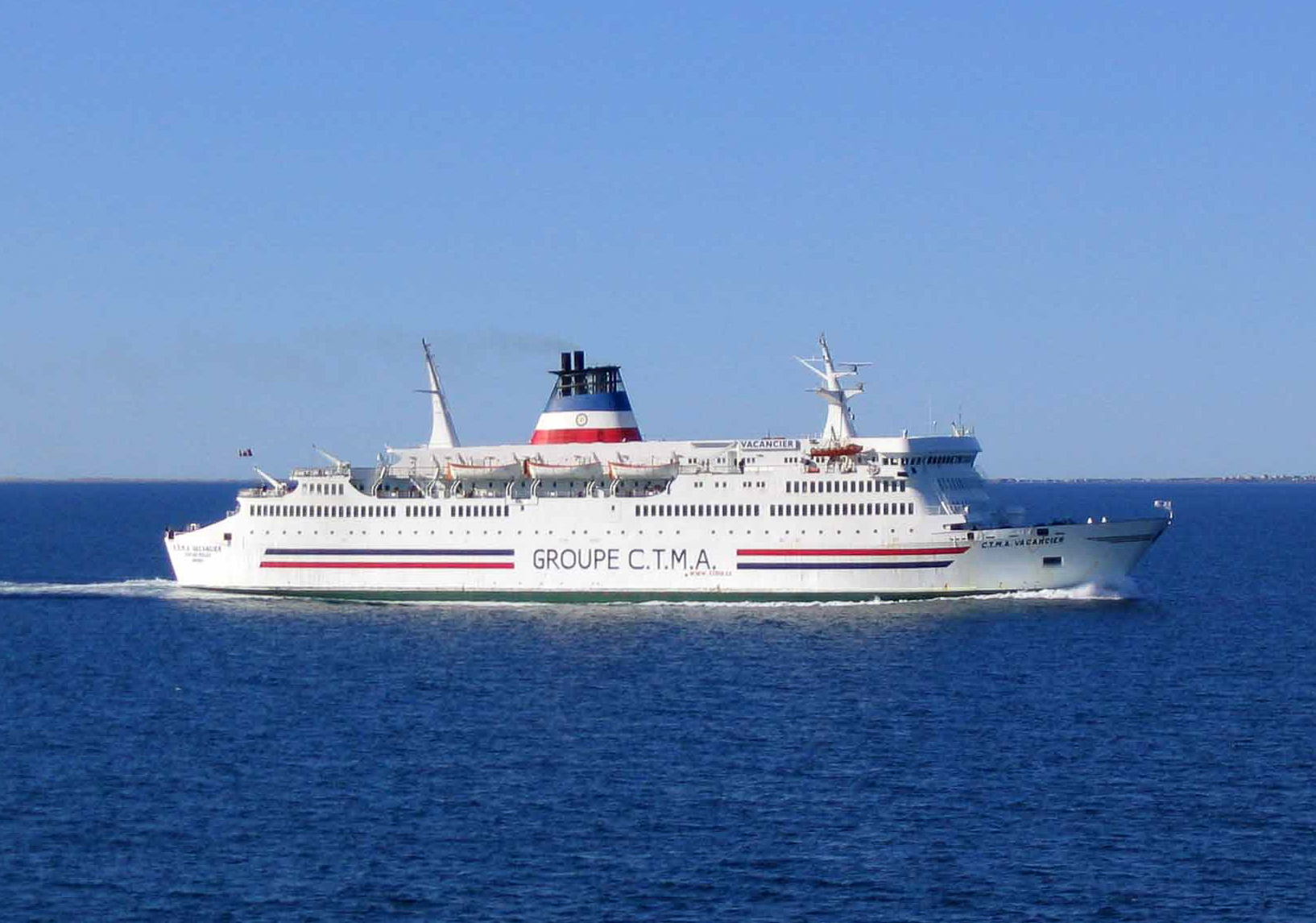
M/S C.T.M.A. Vacancier år 2004.

M/S C.T.M.A. Vacancier är en bil/passagerarfärja som drivs av Coopérative de Transport Maritime et Aérien (CTMA) på deras Montréal–Cap-aux-Meules-tjänst. Hon byggdes 1973 av J.J. Sietas Schiffswerft i Hamburg, Västtyskland som M/S Aurella för SF Line för användning på Viking Line-trafik. Mellan 1982 och 1998 seglade hon som M/S Saint Patrick II, mellan 1998 och 2000 som Egnatia II, 2000 som Ville de Séte och mellan 2001 och 2002 som City of Cork, innan hon såldes till sina nuvarande ägare. Aurella beställdes av åländska SF Line den 27 maj 1972. Hon levererades den 30 juni 1973 och togs i trafik tre dagar senare på Viking Lines Nådendal–Mariehamn–Kapellskär-rutt. Hon var då det största fartyget inom tjänsterna över Ålands hav. Aurella fortsatte i Viking Line-tjänsten fram till september 1981, då hon lades upp på Mariehamn. Följande januari såldes hon till Irish Ferries och döptes om till Saint Patrick II, för att ge extra kapacitet på rutten Irland–Frankrike under sommarmånaderna.